# مارگوشوان
مارگوشوان (ترکی آذربایجانی: Həsənqaya) یک منطقهٔ مسکونی در جمهوری آرتساخ است که در استان مارتاکرت واقع شده‌است. حسن‌قیه ۱۵۰ نفر جمعیت دارد.